# Bataille du Piave
Pour la bataille napoléonienne, voir Bataille du Piave (1809).
Première Guerre mondiale
Batailles
Front italien
- 1re Isonzo (06-1915)
- 2e Isonzo (07-1915)
- 3e Isonzo (10-1915)
- 4e Isonzo (11-1915)
- 5e Isonzo (03-1916)
- Trentin (06-1916)
- 6e Isonzo (08-1916)
- 7e Isonzo (09-1916)
- 8e Isonzo (10-1916)
- 9e Isonzo (11-1916)
- 10e Isonzo (05-1917)
- Mont Ortigara (06-1917)
- 11e Isonzo (08-1917)
- Caporetto (12e Isonzo) (10-1917)
- Piave (06-1918)
- San Matteo (08-1918)
- Vittorio Veneto (10-1918)

Front d'Europe de l’Ouest
Front d'Europe de l’Est
Front des Balkans
Front du Moyen-Orient
Front africain
Bataille de l'Atlantique
La bataille du Piave ou offensive du Piave ou bataille du Solstice est une bataille qui s'est déroulée en juin 1918 dans le Nord de l'Italie au cours de la Première Guerre mondiale. Elle s'est conclue par la défaite de l'armée austro-hongroise, dont elle a constitué la dernière offensive majeure au cours de la guerre.

## Contexte
Après le succès remporté par les troupes germano-austro-hongroises en novembre 1917 à Caporetto, le front italien s'est stabilisé sur le Piave, en partie en raison de l'épuisement de l'offensive des puissances centrales, en partie à cause des renforts acheminés en urgence par les Alliés et de la préparation d'une ligne de défense sur le fleuve. Au cours des mois suivants, les troupes austro-hongroises tentent plusieurs franchissements du fleuve tandis que les Alliés tentent de mener à bien la reconquête des territoires perdus.

## Préparation de l'offensive

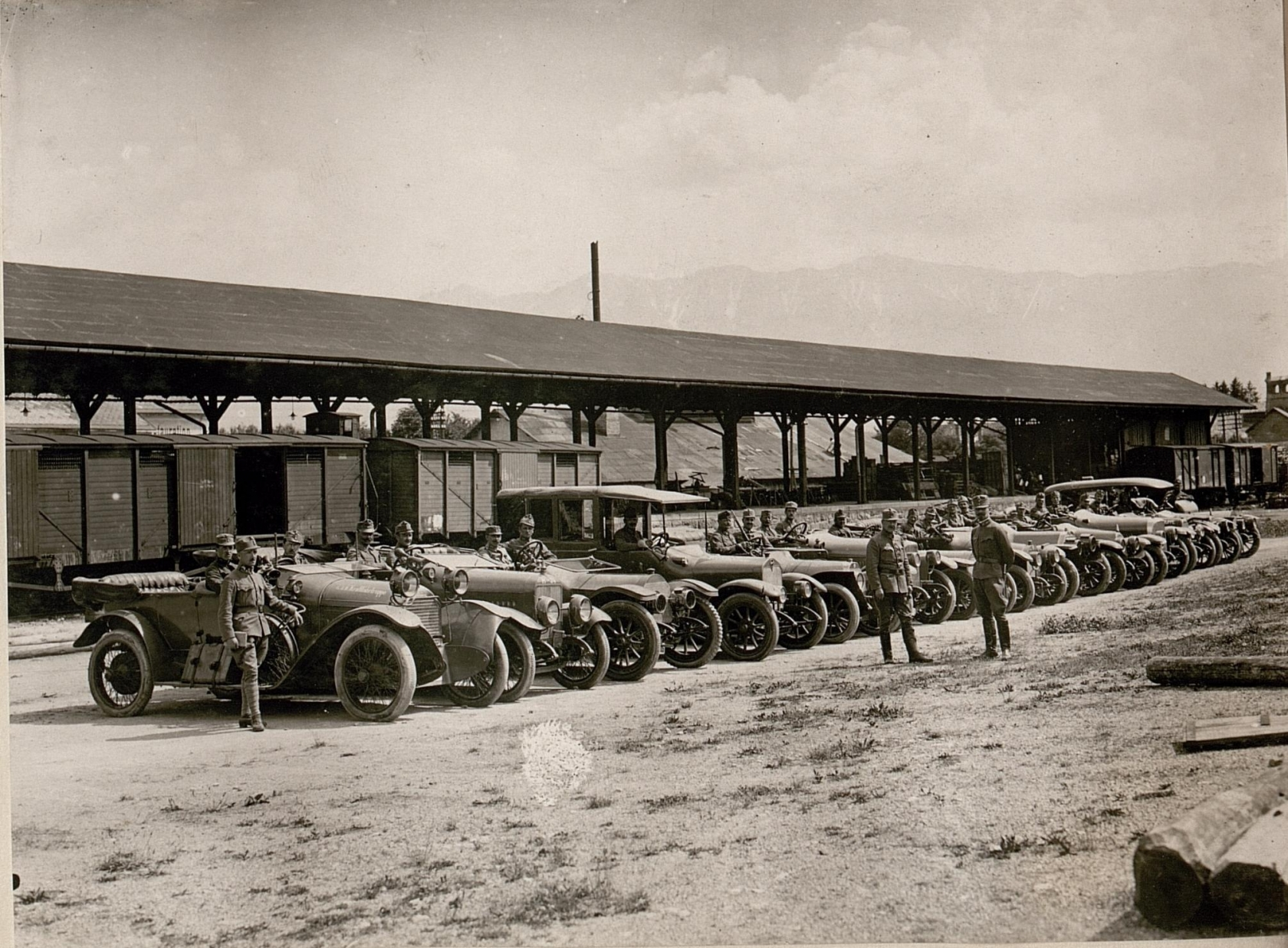
Automobiles de l'état-major de la 10e armée austro-hongroise, 1917.

Planifiée durant le premier trimestre de l'année 1918, conjointement avec le commandement allemand, cette offensive vise à obtenir la sortie de l'Italie du conflit. 
Lors de la conférence de Spa, le 12 mai, le commandant des unités austro-hongroises, Arthur Arz von Straußenburg, annonce à ses homologues allemands, qui l'approuvent, sa volonté de lancer une offensive contre le front italien dans le mois suivant. Cependant, sa préparation souffre de retards et son lancement est repoussé de quatre semaines : planifiée pour le 20 mai 1918, le déclenchement de l'offensive est repoussé au 15 juin.
Différents plans ont été élaborés mais l'indécision de l'empereur, incapable de choisir entre deux bonnes idées, aboutit à la préparation de deux offensives, les affaiblissant l'une et l'autre. En effet, Charles donne son accord pour deux attaques conjointes, l'attaque frontale, préconisée par le maréchal Svetozar Boroevic von Bojna et la manœuvre de contournement, proposée par Franz Conrad von Hötzendorf ; en effet, Charles se montre incapable de choisir, alors que ses deux généraux souhaitent mener leurs opérations propres, sans concertation. 
La mise en œuvre de ces plans, du moins dans leur phase de préparation, est rapidement connue des commandants de troupes alliés, qui planifient des contre-mesures pour contrer l'attaque austro-hongroise.

## Effectifs engagés

### Autriche-Hongrie
Quelque 58 divisions, austro-hongroises uniquement, sont engagées dans la grande attaque dans le nord de l'Italie, destinée à prendre les Italiens en tenaille. Cependant, ces unités n'ont les capacités opérationnelles que d'une trentaine de divisions, souvent incomplètes et mal armées. 
Le général Franz Conrad von Hötzendorf, chargé des opérations dans la région du Trentin, reçoit l'ordre de prendre Vérone, tandis que le maréchal Svetozar Boroevic von Bojna, réservé sur le succès de cette offensive, doit traverser le Piave et gagner l'Adige et la ville de Padoue.
Les unités engagées par la double monarchie sont affaiblies par les privations alimentaires et mal ravitaillées en armes et munitions. De ce fait, elles n'ont pas le moral nécessaire pour mener une telle offensive.

### Royaume d'ItalieFranceRoyaume-Uni de Grande-Bretagne et d'Irlande
- 3e armée : Duc d'Aoste sur le Piave
- 4e armée : général Mario Nicolis di Robilant entre le Piave et la Brenta
- Forces françaises en Italie du général Graziani
- XIV Corps (United Kingdom) (en) du général Frederick Lambart sur le plateau d'Asiago
- 1re armée : général Pecori-Giraldi à gauche jusqu'à l'Adige

## Déroulement de l'offensive
Ajournée depuis le 28 mai, attendue par les Italiens, l'offensive va rapidement tourner au fiasco pour les unités engagées par la double monarchie.

### Le 13 juin 1918
Les Austro-Hongrois lancent une attaque de diversion sur le col de Tonale dans le nord de l'Italie afin que les Italiens ne puissent pas soupçonner qu'ils préparent une offensive sur le Piave. Cependant, les succès initiaux ne sont pas exploités en raison des efficaces contre-mesures italiennes.

### Du 15 au 22 juin 1918

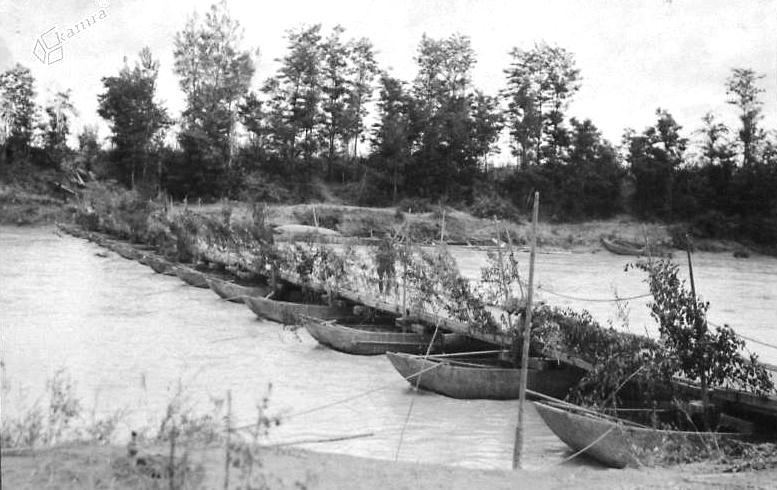
Ponton austro-hongrois sur le Piave, juin 1918 guerre mondiale.

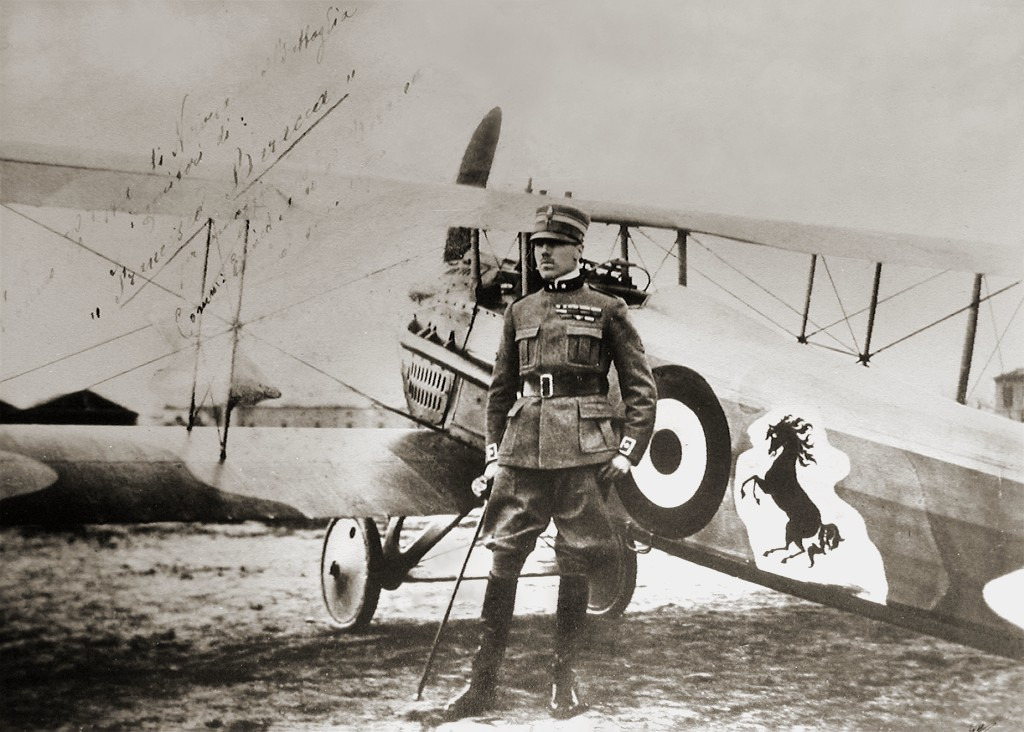
L'aviateur Francisco Baracca devant son Spad S.XIII, possible dernière photo, juin 1918.

Dès le premier jour, l'offensive austro-hongroise doit affronter une armée italienne décidée à la tenir en échec. En effet, parfaitement informés des projets autrichiens grâce à des déserteurs, les contre-mesures italiennes remettent en cause les concentrations austro-hongroises : les tirs de barrage sur les positions ennemies éliminent un certain nombre de batteries austro-hongroises et un grand nombre d'unités, les déploiements d'unités austro-hongroises ayant été signalés au commandement italien par les déserteurs.
Dans le nord, les Xe et XIe armées de Hötzendorf sont arrêtées dès le deuxième jour de l'offensive. Elles subissent ensuite les puissantes contre-attaques des réserves constituées par les Ve et VIe Italiens renforcés par des unités britanniques et françaises. Contraints de battre en retraite en dépit de succès initiaux, les Austro-Hongrois perdent 40 000 hommes.
À l'est, les Austro-Hongrois attaquent sur la ligne du Piave sur un front large de 24 km. Durant plusieurs jours, leurs IVe et Ve armées progressent difficilement avant de se heurter aux défenses des IIIe et VIIIe armées italiennes. Ayant lancé de fragiles ponts sur le fleuve, ils gagnent du terrain sur la rive droite. Cependant, malgré un ravitaillement important,, ils échouent à élargir ces têtes de ponts. 
Le 18, employant des réserves massées tout près des lignes, une contre-attaque italienne oblige les Autrichiens à se replier sur la rive gauche. Cependant, le XXIVe corps austro-hongrois (Ludwig Goiginger) s'accroche à la tête de pont de Montello qu'il n'évacuera que le 23 juin. 
Le 19 juin, l'as de l'aviation italienne, Francesco Baracca, trouve la mort alors qu'il effectuait une mission de harcèlement avec la 91e squadriglia (escadrille) au-dessus des positions ennemies.

### Issue de l'offensive

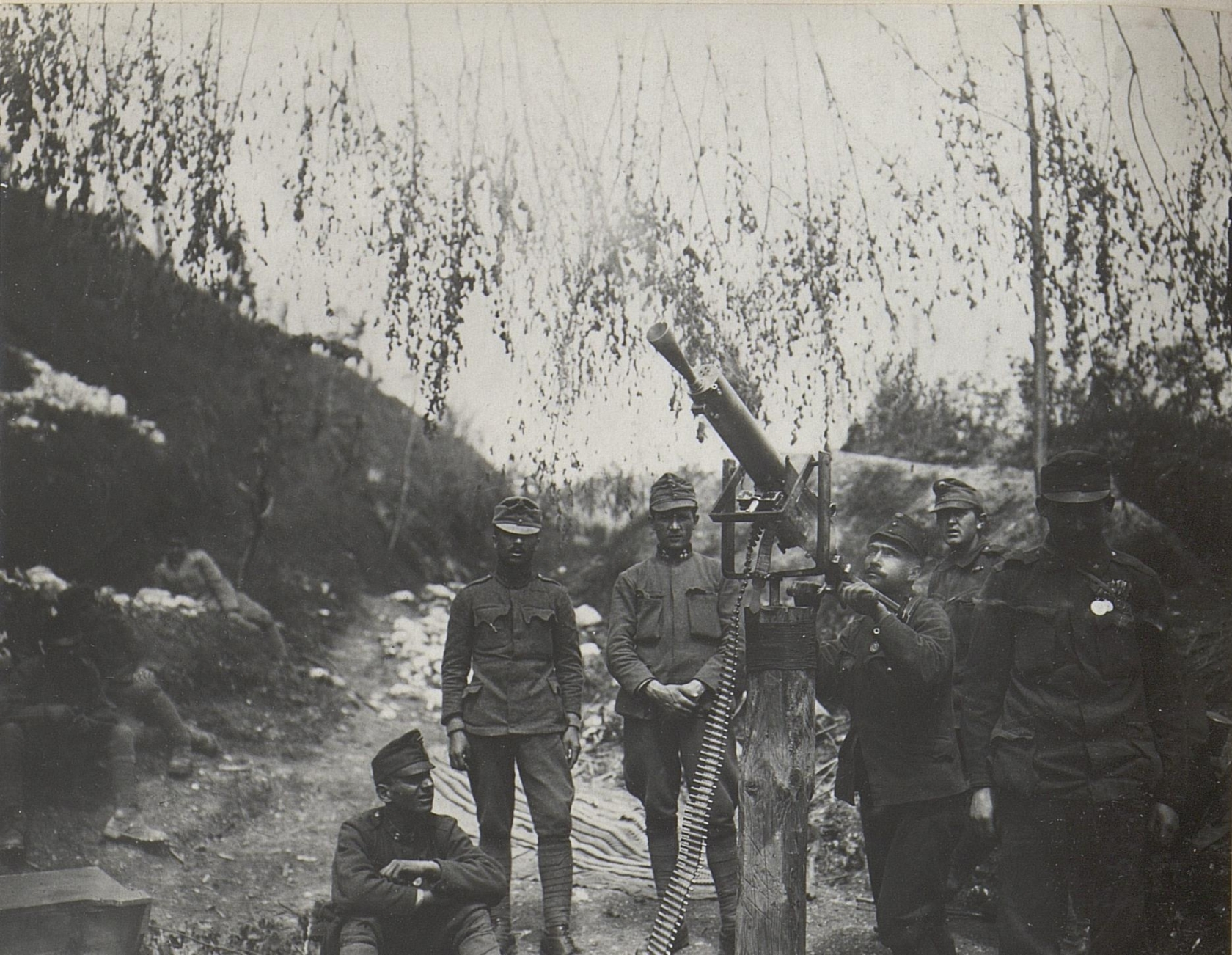
Pièce de DCA austro-hongroise, 1918.

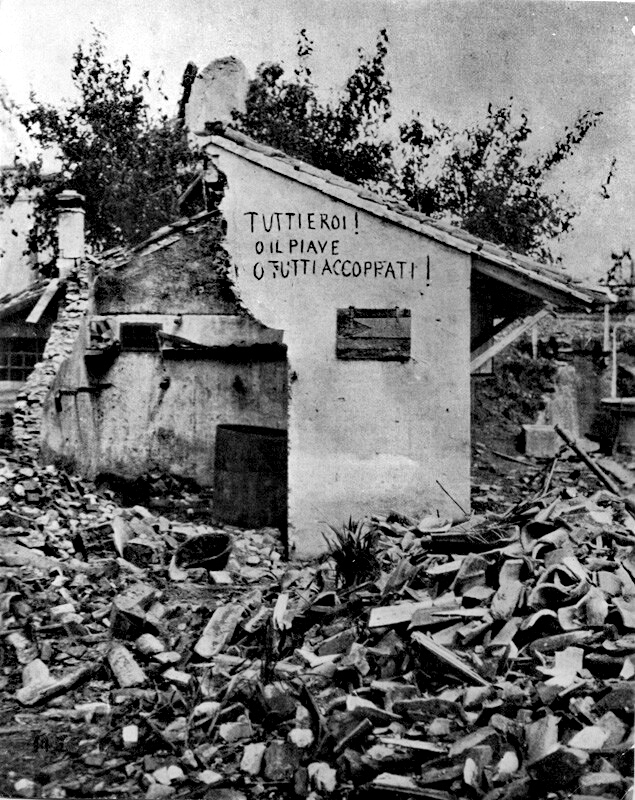
Maison en ruines avec inscription patriotique en italien, Sant'Andrea di Barbarana, 1918.

Contre l'avis du général Borojević qui voudrait reprendre l'offensive, l'empereur Charles et Arz von Straußenburg décident d'arrêter une opération qui excède les ressources de l'empire. 
L'offensive austro-hongroise se désagrège en raison du mauvais temps et des attaques aériennes qui affaiblissent les lignes de communication et rendent difficile le ravitaillement des troupes. Le 22 juin, les Austro-Hongrois en déroute battent en retraite sur le Piave. Leurs pertes s'élèvent à 150 000 hommes dont 24 000 prisonniers. 
Néanmoins, le chef d'état-major italien, le général Armando Diaz, décide de ne pas poursuivre l'ennemi malgré les demandes de Foch. Il préfère renforcer ses troupes pour une offensive ultérieure qu'il espère décisive. Repoussant son offensive au mois d'octobre, il réclame aux Alliés un certain nombre de moyens, des chars, des obus à gaz et des renforts américains, afin d'obtenir les moyens d'une décision définitive.

## Bilan

### Causes de l'échec de l'offensive austro-hongroise
Les causes de l'échec essuyé par les puissances centrales sont multiples. 
Tout d'abord, la chaîne de commandement n'était pas rationnellement organisée. Plusieurs centres de commandement exerçaient conjointement une autorité sur la planification et l'exécution des opérations, depuis le siège du commandement centralisé à Baden jusqu'au poste de commandement avancé mis en place au plus près de l'offensive, à Belluno.
Ensuite, l'armée austro-hongroise était de faible qualité combattive et morale. Après quatre années de guerre, la lassitude et la démoralisation envahissaient des troupes mal nourries et mal approvisionnées en munitions. 
Lors de l'offensive du Piave, l'artillerie de rupture et les unités pour exploiter la percée ont fait défaut le moment venu.
Cette bataille a donc révélé l'état de désagrégation de la force militaire austro-hongroise à cette étape du conflit : en effet, démoralisée par son échec, l'armée commune s'enfonce dans une crise dont elle ne sort pas jusqu'à sa dissolution

### Conséquences

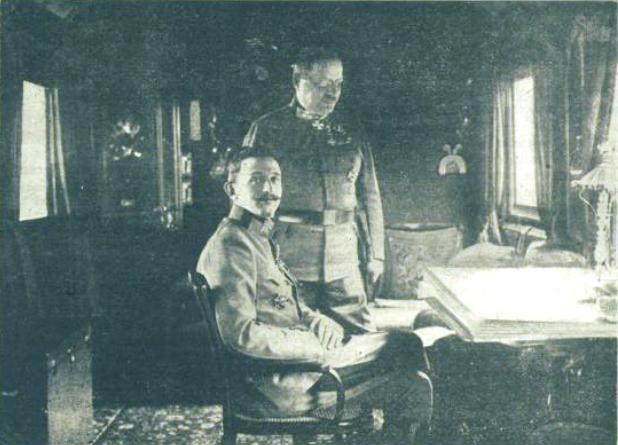
L'empereur Charles et le maréchal Arthur Arz von Straussenburg, v. 1917-1918.

Au terme de huit journées de combat, en dépit d'indéniables succès initiaux, les unités austro-hongroises comptent 125 000 soldats perdus, dont 25 000 prisonniers.
Tout d'abord, les militaires austro-hongrois, tablant sur un succès (et sur la conquête des stocks alliés amassés près de la ligne de front), ont vidé les entrepôts militaires de la double monarchie. Ainsi, le 16 juin, 29 trains de matériel sont partis de Vienne à destination de l'Italie. Cette initiative rend hasardeuse la poursuite du conflit, puisqu'elle remet en cause l'approvisionnement des unités engagées dans les Balkans et sur d'autres secteurs du front italien.
De plus, les pertes essuyées achèvent de convaincre les responsables austro-hongrois de la vanité de poursuivre une guerre perdue, Charles allant jusqu'à affirmer aux responsables allemands, « chez nous, c'est absolument terminé », lors de la conférence de Spa en août.
Le commandement allemand, renonçant à espérer une issue en Italie, demande à l'empereur Charles de renforcer les troupes austro-hongroises sur le front français. Celui-ci accepte le transfert de six divisions d'artillerie, dotées d'obusiers lourds, dans la perspective de la préparation de la dernière offensive allemande sur le front de Champagne.
À la suite de cette offensive, les unités austro-hongroises connaissent une crise morale aggravée, focalisée notamment sur la faillite du commandement ; cette crise de confiance est accentuée par les pertes essuyées par les troupes Pour y faire face, l'empereur Charles relève définitivement de son commandement Franz Conrad von Hötzendorf, considéré comme responsable de l'échec,. De même, le chef d'état-major autrichien, Arthur Arz von Straußenburg, présente sa démission que l'empereur refuse pour des raisons politiques.